# Smrtne nesreče slovenskih alpinistov v Himalaji
Smrtne nesreče slovenskih alpinistov v Himalaji:
- 10. julij 1977, Hidden Peak Gasherbrum I. (8068 m), Drago Bregar
- 24. april 1983, Manaslu  (8125 m), Nejc Zaplotnik
- 22. april 1985, Jalung Kang (8505 m), Borut Bergant
- 3. maj 1991, Kangčendzenge (8586 m), Marija Frantar, Jože Rozman
- 1992, Vzhodna Kumbhakarna, Damjan Vidmar
- 15. junij 1993, K2 (8611 m), Boštjan Kekec
- 14. oktober 1994, Anapurna III (7555 m), Beno Dolinšek
- 20. junij 1995, Gasherbrum IV (7925 m), Miroslav Svetičič
- 30. oktober 1995, Pisang (6091 m), Drago Žlof
- 4. oktober 1996, zahodno pobočje gore Kabru (7412 m), Boštjan Počkar, Žiga Petrič
- 31. oktober 1997, Srednji Nuptse (7784 m), Janez Jeglič
- oktober 2000, Jongsang,  Andrej Markovič
- oktober 2000, Dorje Lakpa (6966 m m), Andrej Zaman
- maj 2004, Daulagiri (8167 m), Jože Šepič
- 18. maj 2005, Everest (8848 m),  Marko Lihteneker
- 25. avgust 2008, Muztagh Tower (7273 m), Pavle Kozjek
- 4. oktober 2008, Cho Oyu (8201 m), Miha Valič [1]
- 3. oktober 2009, Manaslu (8156 m), Franc Oderlap
- 10. november 2009, Langtang Lirung (7227 m), Tomaž Humar
- med 5. in 15. julijem 2014, Durbin Kangri, Aleš Holc in Peter Mežnar [2]
- 15. julij 2019, Tahu Rutum (6651 m), Janez Svoljšak [3]

Iz gora Himalaje pa se niso vrnili še:
15.oktobra 2003 je na trekingu okoli Anapurn v kraju Darapani zaradi srčne kapi umrl Emil Veler, 29.junija 1971 je pri povratku po vzponu na Istor-o-Nal umrl Zvone Kofler. 15.julija 1983 sta v Kavkazu na Ullu Tau zdrsnila Srečko Rihter in Ivo Veberič. 3. Julija 2000 je na Mustag Ati umrl Tomaž Kavar.